# 丫紋俳蛺蝶
丫紋俳蛺蝶（Parasarpa dudu）是蛺蝶科俳蛺蝶屬下的一種蝴蝶。

## 描述
本種為中大型蛺蝶，體背黑褐色，腹側白色。前翅呈直角三角形，後翅為橢圓形。
翅背面黑褐色，具明顯白帶。前翅白帶前段細且向內偏，後段較粗並與外緣平行，翅頂另有四枚小白點朝向白帶排列。後翅白帶為直線狀。翅面另有暗色斑列，前翅中室與翅基有鏤空暗紋，內含橙色紋，後翅臀區也有橙紋。
翅腹面為褐色與淺紫色斑駁，具白斑與鑲暗邊白帶，外側並有矢狀斑列。前後翅中室與翅基帶有鏤空黑褐色紋，前翅內部偏深褐色，後翅則偏白。前翅頂部另具橙色斑紋。緣毛為褐、白相間。

## 分佈
分佈於華南、華西南、喜馬拉雅、中南半島及蘇門答臘等地。
臺灣主要分布於本島低至中海拔地區，龜山島亦有紀錄。